# Onozitoli Tabaloho
Onozitoli Tabaloho is een bestuurslaag in het regentschap Gunungsitoli van de provincie Noord-Sumatra, Indonesië. Onozitoli Tabaloho telt 421 inwoners (volkstelling 2010).